# 李賡芸
李赓芸（1754年—1817年），字鄦斋，江苏省嘉定县（治所在今上海市嘉定区）人。清朝著名廉吏。官至福建布政使。因受到诬告，自缢以证清白。身后获得平反。

## 生平

### 初入仕途
少时就学于同县大儒钱大昕门下。乾隆五十五年（1790年）中进士，授浙江孝丰县知县，调德清县，再调平湖县。赓芸为官尽心尽力，百姓称之为神明。嘉庆三年（1798年），朝中有人密疏推荐，仁宗下诏询问巡抚阮元。阮元上奏，称赞赓芸“守洁才优，久协舆论，为浙中第一良吏。”故而引见，升同知任用。

### 廉吏生涯
不久，李賡芸任处州府同知，调嘉兴府海防同知，署台州府。擢嘉兴府知府。因继母丧事，丁忧去官。守丧期满后，补福建汀州府，调漳州府。当地民风彪悍，常有械斗。赓芸治理有方。不久，升汀漳龙道。嘉庆二十年（1815年），擢福建按察使，署布政使，年余之后实授。

### 横遭诬告
赓芸任漳州知府期间，龙溪县有械斗，县令懦弱，无法管理。有代理和平知县朱履中，看似忠厚，实则狡诈，赓芸命其移任龙溪。然而履中到任日久，于事毫无裨益。赓芸方才知其狡诈。待赓芸署任布政使，便将履中改任教职。履中亏欠盐课，唯恐获罪，于是向总督汪志伊、巡抚王绍兰诬告，称亏欠帑币是因道府贪婪勒索。赓芸为人耿直，曾因言得罪汪志伊，结果汪志伊下令严查，赓芸遭到停职询问。福州知府涂以辀揣度总督用意，罗织罪名，逼问不已，赓芸不肯屈服，愤而自缢。

## 身后
李赓芸死后，家中不名一文，无钱收敛，盐法道孙尔准出资为其治丧。福建士民自发为其建立遗爱祠。《清史稿》有传。
其事上闻，仁宗命侍郎熙昌、副都御史王引之前往福建调查，真相大白。仁宗认为赓芸操守清廉，众所共知，其死都因汪志伊固执苛求，涂以辀凌厉逼供，故将汪志伊革职，永不叙用，并将涂以辀、朱履中俱谴戍黑龙江。王绍兰也因附和革职。

## 延伸阅读
[在维基数据编辑]
 《清史稿/卷478》，出自趙爾巽《清史稿》